# 神華能源
中国神華能源（ちゅうごくじんかのうげん、英語: China Shenhua Energy、チャイン・シェンファ・エナジー、中国語: 神華能源）は中国国有企業である神華集団の傘下企業として、中国だけではなく、世界最大の石炭エネルギー会社の一つである。
2004年に北京に設立され、2005年に香港証券取引所に上場し、2007年に上海証券取引所に上場した。
中国国内で石炭の生産、販売、輸送から発電、給電まで従事し、炭鉱、発電所、専用鉄道と港湾など施設を持ち、一体化物流ネットワークを構成している。